# Saint-Léger-de-Montbrun
Saint-Léger-de-Montbrun é uma comuna francesa na região administrativa da Nova Aquitânia, no departamento de Deux-Sèvres, no oeste da França. Estende-se por uma área de 30.72 km². Em 2010 a comuna tinha 1 286 habitantes (densidade: 41,9 hab./km²).